# Erland Segerstedt
Carl Erland Segerstedt, född 7 maj 1954, är en frilansfotograf från Skellefteå med inriktning på journalistik, information och arkivbildsförsäljning. 
Segerstedt har hela världen som arbetsfält. Han har, tillsammans med författaren Göran Lundin, givit ut fem foto/reportageböcker: Haiti - mot alla odds (1998), Entusiasternas väg - från Leningrad till S:t Petersburg (2003), Längs fjällvinden : liv och öden i Tärnafjällen (2007), Guldkorn : medmänniskor i Skelleftebygden (2015) och Konsten att färdas (2020).